# 暗黒星雲賞
暗黒星雲賞（あんこくせいうんしょう）は各年次の日本SF大会において参加者の投票によって選ばれる賞である。

## 概要
本賞は「暗黒星雲賞実行委員会」というサークルが行っている自主企画であり、実態として公認企画のように捉えられているが、年次の日本SF大会実行委員会とは全く関係が無い（本賞の呼称自体が星雲賞のパロディである）。
暗黒星雲賞の規約によれば「本賞は日本SF大会参加者の投票により、対象が優秀であるかどうかは関係なく、賞を与えたくなったものに与え、SF大会を盛り上げることを目的とする」とある。
部門は、原則として以下の5部門であるが、各大会の特徴に合わせて暗黒星雲賞実行委員長の一存で部門が増減される。
- 企画部門
- ゲスト部門
- コスチューム部門
- 自由部門
- 幸運部門

基本的にはSF大会参加者の受けをとったものや目立ったもの、インパクトのあったもの、好感を持たれたものに与えられることが多い。過去の実例ではSF大会開会式の壇上で参加者全員の前でプロポーズを行なった人物（ちなみにこのカップルは無事結婚したとのことである）、参加者への対応が良かったSF大会会場となったホテルや旅館の支配人や女将などが受賞したことがある。また予期せぬ突発事項が起きた場合、その突発事項が受賞することもあり、SF大会の会期中に豪雨が降った第12回(2002年)で「雨」が、第21回(2011年)では「台風12号」が受賞（いずれも自由部門）したこともある。
また第10回および第17回では、暗黒星雲賞自身が受賞しないまでも次点に挙がっており、第21回では「暗黒星雲賞20周年」の企画が企画部門を受賞している。
その一方であまりにも惨いことや酷いことがあると、逆にその事自体が票を集めて受賞することもあり、過去には制作が間に合わず上映されなかったオープニングムービーや、大会運営の手際が悪かった際にはSF大会実行委員会が受賞している例もある。
また組織票等が容認されてはいるが、組織票等での授賞の場合は賞状にその旨が明記される。
なお、上記5部門のうち幸運部門については、投票した全有効票を発表会の壇上で無作為に抽出する方式を用いて、投票者の中から抽選で選ばれる。
前述の通り、組織票等が容認されているため、規約で1人のSF大会参加者は1部門につき1票しか投票できないと規定されている。つまり、1人のSF大会参加者はその大会における部門の数だけ投票権があることになる。投票用紙には氏名と参加者登録ナンバーを記入する必要があり、無記名のものは無効票とされる。
受賞者には賞状と副賞が贈呈される。副賞の選定についても、暗黒星雲賞実行委員長の一存で行われる。
副賞は規約で「何か変なもの」とされている。たとえば、SF大会が名古屋で開催された時は「食品サンプルのエビフライが吊られたネックレス」、横浜で開催された時は童謡「赤い靴」にちなみ「女児用の赤い靴」であった。

## SFファンダムにおける評価
2015年には新たに創設された「柴野拓美章」が、「暗黒星雲賞主催者(暗黒星雲賞実行委員会委員長)」に与えられた。

## 関連資料
- 『SF大会暗黒の歴史 1999年度版』（暗黒星雲賞実行委員会・1999年発行・同人誌）
- 『SF大会暗黒の20世紀』（暗黒星雲賞実行委員会・2001年発行・同人誌）